# Lista modelelor Playboy între anii 1970–1979
Lista modelelor playboy la masculin și feminin apare într-un catalog al revistei magazin playboy.

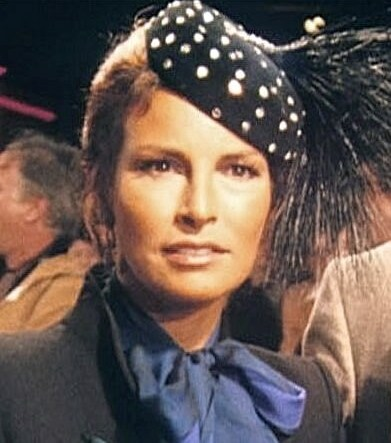
Raquel Welch

## 1970
| Luna  | Model pe copertă                                                         | Model pe poster             | Subiectul interviului   | Imagini                                      |  |
| ----- | ------------------------------------------------------------------------ | --------------------------- | ----------------------- | -------------------------------------------- |  |
| 1-70  | Jean Bell, Lorrie Menconi, Kathy MacDonald, Shay Knuth, Leslie Bianchini | Jill Taylor                 | Raquel Welch            |                                              |  |
| 2-70  | Norma Bauer                                                              | Linda Forsythe              | Revoluția drogurilor    | Barbara Parkins & Bibi Andersson             |  |
| 3-70  | Barbi Benton                                                             | Chris Koren                 | Ray Charles             | Barbi Benton                                 |  |
| 4-70  | Pamela Nystul                                                            | Barbara Hillary             | Mary Calderone          |                                              |  |
| 5-70  | Phyllis Babila                                                           | Jennifer Liano              | William F. Buckley, Jr. | Susanne Benton                               |  |
| 6-70  | Claudia Jennings                                                         | Elaine Morton               | Tiny Tim                | Claudia Jennings - Playmate-ul anului (PMOY) |  |
| 7-70  | Janet Wolf                                                               | Carol Willis                | Joan Baez               | Cynthia Myers                                |  |
| 8-70  | Linda Donnelly                                                           | Sharon Clark                | Paul R. Ehrlich         |                                              |  |
| 9-70  | Jackie Ray                                                               | Debbie Ellison              | Peter Fonda             | Elke Sommer                                  |  |
| 10-70 | Mary Collinson, Madeleine Collinson                                      | Mary și Madeleine Collinson | William Kunstler        | Lainie Kazan, Paula Prentiss                 |  |
| 11-70 | Crystal Smith                                                            | Avis Miller                 | Elliot Gould            | Jane Birkin                                  |  |
| 12-70 | Shay Knuth                                                               | Carol Imhof                 | Robert Graves           | Raquel Welch, Paula Pritchett                |  |

## 1971
| Luna  | Model pe copertă                                                                  | Model pe poster   | Subiectul interviului | Imagini                                   |
| ----- | --------------------------------------------------------------------------------- | ----------------- | --------------------- | ----------------------------------------- |
| 1-71  | Mary Collinson, Madeleine Collinson, Jennifer Liano, Sharon Clark, Debbie Ellison | Liv Lindeland     | Mae West              | Veruschka                                 |
| 2-71  | model necunoscut                                                                  | Willy Rey         | Tom Murton            | Fran Jeffries                             |
| 3-71  | Peggy Smith                                                                       | Cynthia Hall      | Dick Cavett           | Cherie Latimer, Fetele din Olanda         |
| 4-71  | Simone Hammerstrand                                                               | Chris Cranston    | Homosexualitate       | Lana Wood                                 |
| 5-71  | Diane Davies                                                                      | Janice Pennington | John Wayne            | Sarah Kennedy - filmul The Telephone Book |
| 6-71  | Sharon Clark                                                                      | Lieko English     | Albert Speer          | Sharon Clark - PMOY                       |
| 7-71  | Kay Sutton York                                                                   | Heather Van Every | John Cassavetes       | Linda Evans                               |
| 8-71  | Christy Miller                                                                    | Cathy Rowland     | George McGovern       |                                           |
| 9-71  | Crystal Smith                                                                     | Crystal Smith     | Jules Feiffer         |                                           |
| 10-71 | Darine Stern (prima femeie afro-americană pe coperta Playboy)                     | Claire Rambeau    | Charles Evers         | Marisa Berenson                           |
| 11-71 | Debbie Hanlon                                                                     | Danielle de Vabre | Allen Klein           |                                           |
| 12-71 | fără model pe copertă                                                             | Karen Christy     | Roman Polanski        |                                           |

## 1972
| Luna  | Model pe copertă                                        | Model pe poster | Subiectul interviului | Imagini                       |
| ----- | ------------------------------------------------------- | --------------- | --------------------- | ----------------------------- |
| 1-72  | Willy Rey, Liv Lindeland, Crystal Smith, Claire Rambeau | Marilyn Cole    | Germaine Greer        |                               |
| 2-72  | Barbara Carrera                                         | P. J. Lansing   | R. Buckminster Fuller | Angel Tompkins                |
| 3-72  | fără model pe copertă                                   | Ellen Michaels  | Saul Alinsky          | Dominique Sanda               |
| 4-72  | Rosie Holotik                                           | Vicki Peters    | Jack Nicholson        | Tiffany Bolling               |
| 5-72  | Barbi Benton                                            | Deanna Baker    | Howard Cosell         | Valerie Perrine               |
| 6-72  | Liv Lindeland                                           | Debbie Davis    | Jackie Stewart        | Liv Lindeland - PMOY          |
| 7-72  | fără model pe copertă                                   | Carol O'Neal    | Anthony Herbert       | Paula Pritchett & Paula Kelly |
| 8-72  | Carol Vitale                                            | Linda Summers   | Sam Peckinpah         | Barbara Hershey               |
| 9-72  | Sandra Jozefski                                         | Susan Miller    | Bernadette Devlin     | Karen Philipp                 |
| 10-72 | Lynn Myers                                              | Sharon Johansen | Meir Kahane           |                               |
| 11-72 | Pamela Rawlings                                         | Lenna Sjööblom  | Jack Anderson         | Gwen Welles                   |
| 12-72 | model necunoscut                                        | Mercy Rooney    | Evgheni Evtușenko     | Victoria Principal            |

## 1973
| Luna  | Model pe copertă                                                          | Model pe poster   | Subiectul interviului          | Imagini                          |
| ----- | ------------------------------------------------------------------------- | ----------------- | ------------------------------ | -------------------------------- |
| 1-73  | Linda Summers, Lenna Sjööblom, Marilyn Cole, Deanna Baker, Ellen Michaels | Miki Garcia       | Carroll O'Connor               |                                  |
| 2-73  | Jeanette Larson                                                           | Cyndi Wood        | Milton Friedman                |                                  |
| 3-73  | Mercy Rooney                                                              | Bonnie Large      | Joe Frazier                    |                                  |
| 4-73  | Lenna Sjööblom                                                            | Julie Woodson     | Tennessee Williams             | Linda Lovelace, Dayle Haddon     |
| 5-73  | Bernie Becker                                                             | Anulka Dziubinska | Huey P. Newton                 | Barbara Leigh                    |
| 6-73  | Marilyn Cole                                                              | Ruthy Ross        | Walter Cronkite                | Marilyn Cole - PMOY              |
| 7-73  | Karen Christy                                                             | Martha Smith      | Kurt Vonnegut, Jr.             | Jane Seymour, Tisa Farrow        |
| 8-73  | Cyndi Wood                                                                | Phyllis Coleman   | David Halberstam               | Heather Menzies                  |
| 9-73  | model necunoscut                                                          | Geri Glass        | Noile stiluri de viață sexuale | Victoria Principal, Lee Meredith |
| 10-73 | Sheila Ryan                                                               | Valerie Lane      | Pete Rozelle                   |                                  |
| 11-73 | Anne Randall                                                              | Monica Tidwell    | James Dickey                   | Ursula Andress                   |
| 12-73 | Bonita Lou Rossi                                                          | Christine Maddox  | Bob Hope                       | Barbi Benton                     |

## 1974
| Luna  | Model pe copertă      | Model pe poster | Subiectul interviului   | Imagini                        |
| ----- | --------------------- | --------------- | ----------------------- | ------------------------------ |
| 1-74  | fără model pe copertă | Nancy Cameron   | Hugh Hefner             | A 20-a ediție aniversară       |
| 2-74  | Karen Christy         | Francine Parks  | Clint Eastwood          |                                |
| 3-74  | Deborah Shelton       | Pamela Zinszer  | Groucho Marx            | Simonetta Stefanelli           |
| 4-74  | Carron June Sliger    | Marlene Morrow  | Jane Fonda & Tom Hayden | Marilyn Chambers               |
| 5-74  | Marsha Kay            | Marilyn Lange   | Hank Aaron              |                                |
| 6-74  | Cyndi Wood            | Sandy Johnson   | Elmo Zumwalt            | Cyndi Wood - PMOY              |
| 7-74  | Christine Maddox      | Carol Vitale    | Barry Commoner          | Isela Vega                     |
| 8-74  | Lynnda Kimball        | Jeane Manson    | Erich von Däniken       | Claudia Lennear                |
| 9-74  | Zoya                  | Kristine Hanson | Anthony Burgess         | Oakland Raiderette Jane Lubeck |
| 10-74 | Suzann Sherry         | Ester Cordet    | Al Goldstein            | Mary Charlotte Wilcox          |
| 11-74 | Claudia Jennings      | Bebe Buell      | Hunter S. Thompson      |                                |
| 12-74 | Robyn Douglass        | Janice Raymond  | Robert Redford          |                                |

## 1975
| Luna  | Model pe copertă                                                                        | Model pe poster     | Subiectul interviului | Imagini                                 |
| ----- | --------------------------------------------------------------------------------------- | ------------------- | --------------------- | --------------------------------------- |
| 1-75  | Ester Cordet, Marilyn Lange, Bebe Buell, Francine Parks, Nancy Cameron, Kristine Hanson | Lynnda Kimball      | John Dean             | Brigitte Bardot, Barbi Benton           |
| 2-75  | Laura Misch                                                                             | Laura Misch         | Mel Brooks            | Linda Lovelace                          |
| 3-75  | Eva Maria                                                                               | Ingeborg Sorensen   | Billie Jean King      | Margot Kidder                           |
| 4-75  | Cyndi Wood                                                                              | Victoria Cunningham | Dustin Hoffman        | Valerie Perrine                         |
| 5-75  | Carol Christie                                                                          | Bridgett Rollins    | William E. Simon      | Gwen Welles                             |
| 6-75  | Marilyn Lange                                                                           | Azizi Johari        | Joseph Heller         | Marilyn Lange - PMOY                    |
| 7-75  | Lynn Schiller                                                                           | Lynn Schiller       | Francis Ford Coppola  | Laura Blears Ching                      |
| 8-75  | Lillian Müller                                                                          | Lillian Müller      | Philip Agee           | Kim Komar                               |
| 9-75  | Amy Arnold                                                                              | Mesina Miller       | Erica Jong            |                                         |
| 10-75 | Agneta Eckemyr, Zoe Z.                                                                  | Jill De Vries       | Cher                  | pictorial „Sappho”, Fiona Lewis         |
| 11-75 | Patricia McClain                                                                        | Janet Lupo          | Muhammad Ali          | copertă controversată despre masturbare |
| 12-75 | Lillian Müller                                                                          | Nancie Li Brandi    | Jimmy Hoffa           | Corinne Cleryîn Story of O              |

## 1976
| Luna  | Model pe copertă | Model pe poster  | Subiectul interviului | Imagini                                                                                 |
| ----- | --- | ---------------- | --------------------- | --------------------------------------------------------------------------------------- |
| 1-76  | Lynnda Kimball, Mesina Miller, Lillian Müller, Azizi Johari, Ingeborg Sorensen, Victoria Cunningham, Lynn Schiller, Laura Misch, Jill De Vries, Bridgett Rollins, Janet Lupo, Nancie Li Brandi | Daina House      | Elton John            | Ursula Andress                                                                          |
| 2-76  | Jill De Vries | Laura Lyons      | James Caan            |                                                                                         |
| 3-76  | Victoria Cunningham | Ann Pennington   | Norman Lear           |                                                                                         |
| 4-76  | Kristine De Bell | Denise Michele   | Jerry Brown           | Kristine De Bell, Ursula Andress                                                        |
| 5-76  | Nancy Cameron | Patricia McClain | Abbie Hoffman         |                                                                                         |
| 6-76  | Lillian Müller | Debra Peterson   | Sara Jane Moore       | Lillian Müller - PMOY                                                                   |
| 7-76  | Cyndi Wood | Deborah Borkman  | Karl Hess             | Sarah Miles & Kris Kristofferson, Jayne Marie Mansfield                                 |
| 8-76  | fără model pe copertă | Linda Beatty     | Robert Altman         | Kristine DeBell „200 Moteluri, sau cum mi-am petrecut vacanța de vară” de Helmut Newton |
| 9-76  | fără model pe copertă | Whitney Kaine    | David Bowie           | Elizabeth Ray, Fanne Fox                                                                |
| 10-76 | Whitney Kaine, Karen Hafter | Hope Olson       | Roone Arledge         |                                                                                         |
| 11-76 | Patti McGuire | Patti McGuire    | Jimmy Carter          | Misty Rowe                                                                              |
| 12-76 | Ann Pennington, Deborah Borkman | Karen Hafter     | O.J. Simpson          |                                                                                         |

## 1977
| Luna  | Model pe copertă | Model pe poster  | Subiectul interviului | Imagini                            |
| ----- | --- | ---------------- | --- | ---------------------------------- |
| 1-77  | Daina House, Laura Lyons, Ann Pennington, Denise Michele, Patricia McClain, Debra Peterson, Lillian Müller, Deborah Borkman, Linda Beatty, Whitney Kaine, Hope Olson, Patti McGuire, Karen Hafter | Susan Kiger      | Alex Haley | Barbara Leigh                      |
| 2-77  | Lena Kansbod | Star Stowe       | Keith Stroup |                                    |
| 3-77  | Susan Kiger | Nicki Thomas     | Pat Moynihan |                                    |
| 4-77  | Lisa Sohm | Lisa Sohm        | Gary Gilmore | Fetele din Noul Sud                |
| 5-77  | Lillian Müller | Sheila Mullen    | Distribuția și scenariștii Saturday Night Live: Dan Aykroyd, Anne Beatts, John Belushi, Chevy Chase, Jane Curtin, Al Franken, Tom Davis, Lorne Michaels, Garrett Morris, Laraine Newman, Michael O'Donoghue, Gilda Radner, Rosie Schuster & Alan Zweibel | Kellie Everts                      |
| 6-77  | Patti McGuire | Virve Reid       | Robert Blake | Patti McGuire - PMOY, Barbara Bach |
| 7-77  | Pamela Serpe | Sondra Theodore  | Andrew Young | Barbara Carrera                    |
| 8-77  | Karen Christy | Julia Lyndon     | Henry Winkler | Patti McGuire                      |
| 9-77  | Denise Michele, Hope Olson, Lisa Sohm | Debra Jo Fondren | James Earl Ray | Fetele din Top zece                |
| 10-77 | Barbra Streisand | Kristine Winder  | Barbra Streisand |                                    |
| 11-77 | Susan Kiger | Rita Lee         | Henry Kyemba |                                    |
| 12-77 | Sondra Theodore | Ashley Cox       | John Denver |                                    |

## 1978
| Luna  | Model pe copertă         | Model pe poster    | Subiectul interviului | Imagini                          |
| ----- | ------------------------ | ------------------ | --- | -------------------------------- |
| 1-78  | Rita Lee                 | Debra Jensen       | Fragmente din interviurile lui Alex Haley cu Miles Davis, Malcolm X, Cassius Clay, Martin Luther King, Jr. & George Lincoln Rockwell |                                  |
| 2-78  | Hope Olson               | Janis Schmitt      | Don Meredith |                                  |
| 3-78  | Debra Jensen             | Christina Smith    | Bob Dylan |                                  |
| 4-78  | Susan Kiger, Patty Kiger | Pamela Jean Bryant | David Frost | Surori                           |
| 5-78  | Debra Peterson           | Kathryn Morrison   | Anita Bryant |                                  |
| 6-78  | Debra Jo Fondren         | Gail Stanton       | George Burns | Debra Jo Fondren - PMOY          |
| 7-78  | Pamela Sue Martin        | Karen Morton       | William Colby | Pamela Sue Martin                |
| 8-78  | Nicki Thomas             | Vicki Witt         | Ted Turner | Secretare                        |
| 9-78  | Sue Paul                 | Rosanne Katon      | Sylvester Stallone |                                  |
| 10-78 | Dolly Parton             | Marcy Hanson       | Dolly Parton |                                  |
| 11-78 | Monique St. Pierre       | Monique St. Pierre | Geraldo Rivera |                                  |
| 12-78 | Farrah Fawcett           | Janet Quist        | John Travolta | Farrah Fawcett, majorete din NFL |

## 1979
| Luna  | Model pe copertă          | Model pe poster    | Subiectul interviului               | Imagini                         |
| ----- | ------------------------- | ------------------ | ----------------------------------- | ------------------------------- |
| 1-79  | fără model pe copertă     | Candy Loving       | Marlon Brando                       | A 25-a ediție aniversară        |
| 2-79  | Candace Collins           | Lee Ann Michelle   | Neil Simon                          | Fetele din Las Vegas            |
| 3-79  | Debra Jensen              | Denise McConnell   | Ted Patrick                         | Majorete din NFL, Denise Crosby |
| 4-79  | Rita Lee                  | Missy Cleveland    | Malcolm Forbes                      | Debra Jo Fondren                |
| 5-79  | Cheryle Larsen            | Michele Drake      | Wendy Carlos                        |                                 |
| 6-79  | Monique St. Pierre        | Louann Fernald     | Dennis Kucinich                     | Monique St. Pierre - PMOY       |
| 7-79  | Denise Gauthier           | Dorothy Mays       | Joseph Wambaugh                     | Patti McGuire                   |
| 8-79  | Candy Loving              | Dorothy Stratten   | Edward Teller                       | Candy Loving                    |
| 9-79  | Vicki McCarty             | Vicki McCarty      | Pete Rose                           | Femei din Ivy League            |
| 10-79 | Burt Reynolds, Gig Gangel | Ursula Buchfellner | Burt Reynolds                       |                                 |
| 11-79 | Phyllis McCreary          | Sylvie Garant      | William Masters și Virginia Johnson |                                 |
| 12-79 | Raquel Welch              | Candace Collins    | Al Pacino                           | Raquel Welch                    |